# Gareth Barry
Gareth Barry, född den 23 februari 1981 i Hastings, är en engelsk före detta fotbollsspelare. Barry är den spelare som spelat flest matcher i Premier Leagues historia, 653 stycken. Han spelade 53 landskamper för England.

## Karriär
Barry gick till Aston Villa från Brighton and Hove Albion 1997. Den 2 maj 1998 gjorde han sin första match för klubben mot Sheffield Wednesday.
Barry var involverad i en transferhistoria med Liverpool sommaren 2008 då Liverpool ville ha honom och deras tränare Rafael Benítez visade detta öppet då han bland annat i pressen sade att han tyckte att Barry vore en perfekt värvning. Dock vägrade Aston Villas tränare Martin O'Neill sälja och övergången blev aldrig av.
Den 2 juni 2009 blev Barry klar för Manchester City för tolv miljoner pund.
Den 15 augusti 2017 värvades Barry av West Bromwich Albion, där han skrev på ett ettårskontrakt. Barry tog säsongen 2017/2018 rekordet från Ryan Giggs som den som gjort flest Premier League-matcher totalt. Giggs rekord låg på 632 matcher. I juni 2018 förlängde han sitt kontrakt med ett år. Efter säsongen 2018/2019 erbjöds inte Barry något nytt kontrakt. Den 4 november 2019 återvände Barry till West Bromwich, där han skrev på ett kontrakt över resten av säsongen 2019/2020.
I augusti 2020 meddelade Barry att han avslutade sin fotbollskarriär. Totalt gjorde han 653 Premier League-matcher, vilket var alla tiders rekord. Han gjorde 53 mål och 64 assists i Premier League och vann ligan vid ett tillfälle, med Manchester City 2011/2012.